# Mathilda Lundström (handbollsspelare)
Eva Mathilda Lundström, född 20 december 1996 i Västerhaninge, är en svensk handbollsspelare (högersexa). Hon spelar sedan 2022 i Silkeborg-Voel.

## Karriär
Lundström började spela handboll i Skogås HK när hon var 8 år men då hon var 14 år bytte hon klubb till  Huddinge HK. 2010 drabbades Lundström av en korsbandsskada. Rehabiliteringen gick bra och 2016 bytte hon klubb till Spårvägens HF, som då spelade i elitserien. Efter två säsonger i Spårvägen bytte hon klubb till Skuru IK för att få fortsätta spela i elitserien. Under tre säsonger i Skuru utvecklades Mathilda Lundström till en av elitseriens bästa högersexor. 2020 bytte hon klubb till IK Sävehof. Hon var del av den trupp som tog SM-guld 2022. Sedan 2022 spelar hon för danska Silkeborg-Voel.
I mars 2018 fick hon debutera i landslaget i en EM-kvalmatch mot Serbien. I laguttagningen inför EM i Frankrike kom Mathilda Lundström med i truppen. Hon har sedan tillhört landslagstruppen i VM 2019 och i EM 2020 och i OS 2020 och 2024.